# Дом Ибрагима и Исхака Юнусовых
Дом Ибрагима и Исхака Юнусовых — историческое здание в Казани, в Старо-Татарской слободе, на Московской улице, дом 66, на углу с улицей Худякова. Построено в конце XIX века. Объект культурного наследия регионального значения.

## История
Здание построено в 1877 году купцами, братьями Ибрагимом и Исхаком Юнусовыми по проекту архитектора А. Пермякова. В доме с 1900 года размещалась типография братьев Мухаметзяна и Хасана Каримовых, включавшая словолитню и печатню, которая издавала книги на арабском и татарском (на основе арабского алфавита) языках, как религиозного, так и светского характера — научно-популярные и художественные издания. С 1901 по 1907 год типография издала около 1700 наименований книг, в сумме около 20 млн экземпляров. Позднее типография братьев Каримовых переехала в собственное здание у Сенной площади. Дом Юнусовых реконструирован с реставрацией фасада в 2012—2014 гг. по проекту архитектора А. Т. Хайруллиной.

## Архитектура
Трёхэтажное здание находится на красной линии Московской улицы. Этажи имеют различное оформление. На первом этаже с большими окнами, завершающимися лучковыми перемычками, находилась типография. Фасад разделён по вертикали пилястрами, по горизонтали — междуэтажными тягами. Окна второго и третьего этажей сгруппированы попарно, в центральной части они лучковой формы, в крыльях — прямоугольные. По центру фасад увенчан криволинейным аттиком. Рядом с домом Юнусовых, на углу улиц, находится одноэтажное здание книжной лавки, построенное в начале XX века. В здании лавки два входа по центру и два окна по бокам фасада, над ними устроены декоративные арки. Первоначально в арках были полуциркульные окна, а к зданию примыкал навес на деревянных столбах.